# Альба-Адріатіка
Альба-Адріатіка (італ. Alba Adriatica) — муніципалітет в Італії, у регіоні Абруццо,  провінція Терамо.
Альба-Адріатіка розташована на відстані близько 160 км на північний схід від Рима, 70 км на північний схід від Л'Аквіли, 25 км на північний схід від Терамо.
Населення — 12 377 осіб (2014).

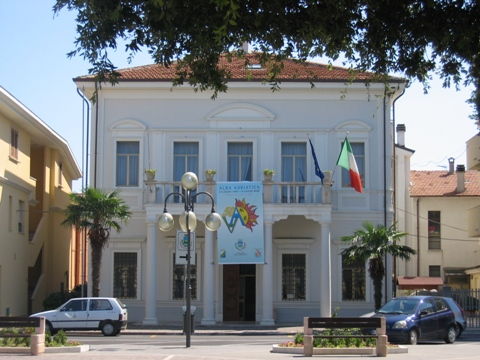

Щорічний фестиваль відбувається 16 вересня. Покровитель — Sant'Eufemia.

## Демографія
Населення за роками:

Станом на 1 січня 2023 року в муніципалітеті офіційно проживало 1789 іноземців з 66 країн, серед них 432 громадяни країн Євросоюзу та 64 громадяни України.

## Сусідні муніципалітети
- Колоннелла
- Коррополі
- Мартінсікуро
- Торторето